# Preživetje brez napredovanja bolezni
Preživetje brez napredovanja bolezni pomeni čas od začetka zdravljenja določene bolezni do nastopa poslabšanja bolezni (remisije) ali smrti.  Parameter se pogosto uporablja v povezavi z zdravljenjem raka (zlasti pri oblikah raka, ki so težko zdravljivi, na primer razne oblike limfoma) v kliničnih raziskavah, v katerih ugotavljajo učinkovitost nove oblike zdravljenja.

### Primer
Na primer, da je preživetje brez napredovanja za zdravljenje Hodgkinovega limfoma 4. stopnje z novo kombinacijo zdravil 30 %. To pomeni, da bo 30 % bolnikov s to boleznijo, ki prejemajo zdravljenje z novo kombinacijo zdravil, ostalo stabilnih vsaj 1 leto od uvedbe zdravljenja, brez poslabšanja bolezni.